# Наводницкий парк
«Наводницкий парк» (укр. «Наводницький парк») — парк-памятник садово-паркового искусства местного значения, расположенный на территории Печерского района Киева (Украина). Создан 20 марта 1972 года. Площадь — 10,2 га. Землепользователь — коммунальные предприятия по содержанию зелёных насаждений Печерского района. Является местом отдыха горожан.

## История
Парк получил статус парка-памятника садово-паркового искусства местного значения Решением исполнительного комитета Киевского горсовета от 20 марта 1972 года № 363. Парк был заложен в 1960-х года в рамках обустройства набережной Днепра. До 1993 года парк назывался имени В. М. Примакова, в честь советского военачальника Виталия Марковича Примакова. С 1993 года парк носит современное название. В парке был проведен капитальный ремонт, в рамках которого заработали фонтаны с подсветкой и отремонтированы аллеи.

## Описание
Парк расположен на набережной Днепра и ограничен Набережным шоссе и мостом Патона. В парке есть памятник В. М. Примакову (1970), скульптурная композиция в честь основателей Киева (1982), Крест на месте строительства храма в честь Святого князя Владимира Святославовича (2007). 24 октября 2005 года была заложена Аллея ООН, в честь 60-летия со дня основания организации.
Как добраться Транспортː 1) от ст. м. Зверинецкаяː ост. мост имени Патона автобус № 51, 55, троллейбус № 43, марш. такси № 205, 211, 416, 422, 523, 590; 2) от ст. м. Контрактовая площадьː ост. парк отдыха автобус № 115. Ближайшая станция метроː   Зверинецкая.

## Природа
Имеет круговую композицию, окружённую пирамидальным тополем, с клумбой в центре, где растут хвойные породы деревьев. В южной части парка создан скальный сад.

## Галерея

Монумент "Основателям Киева"
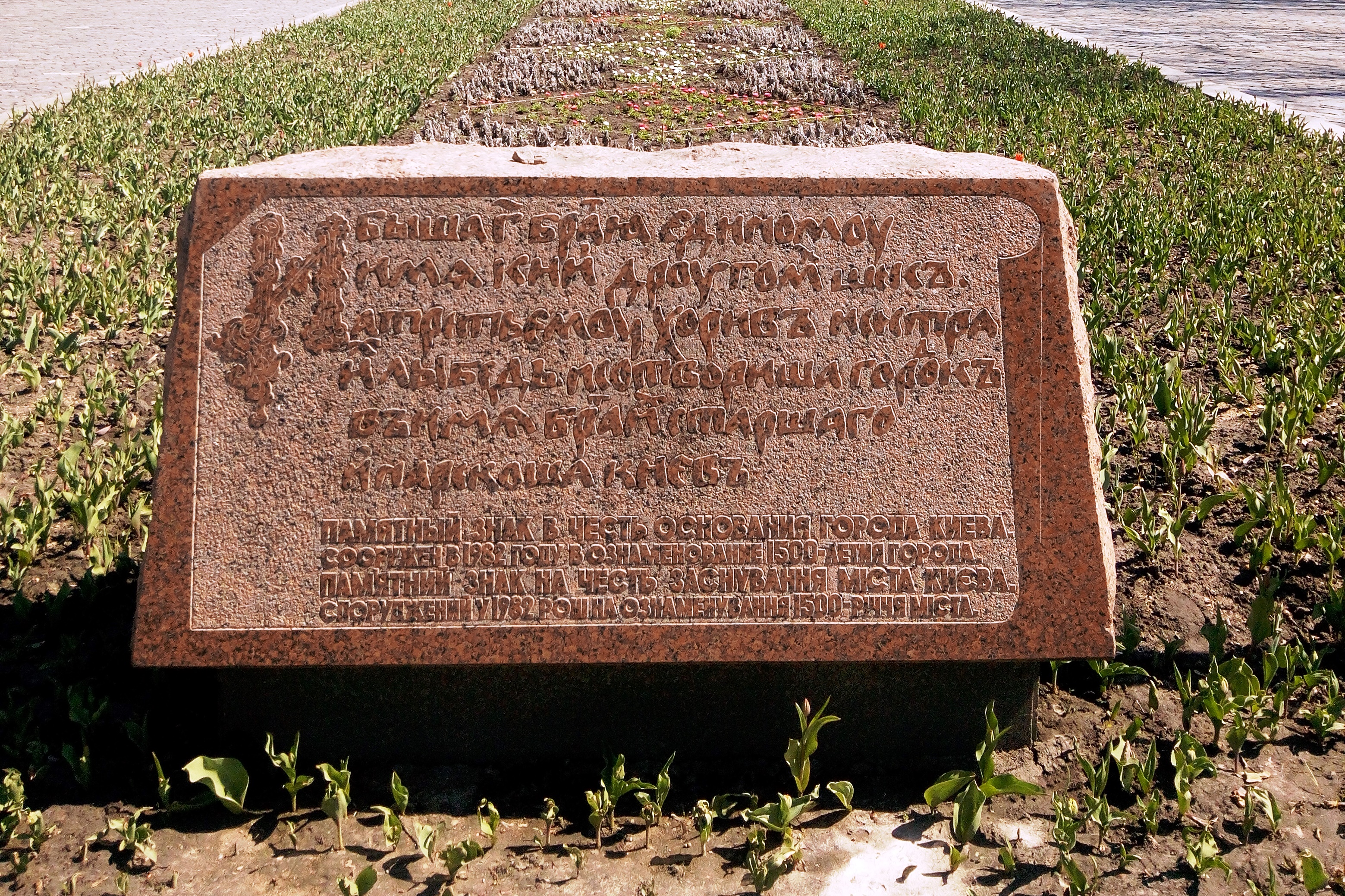
Памятный знак в честь основания города Киева
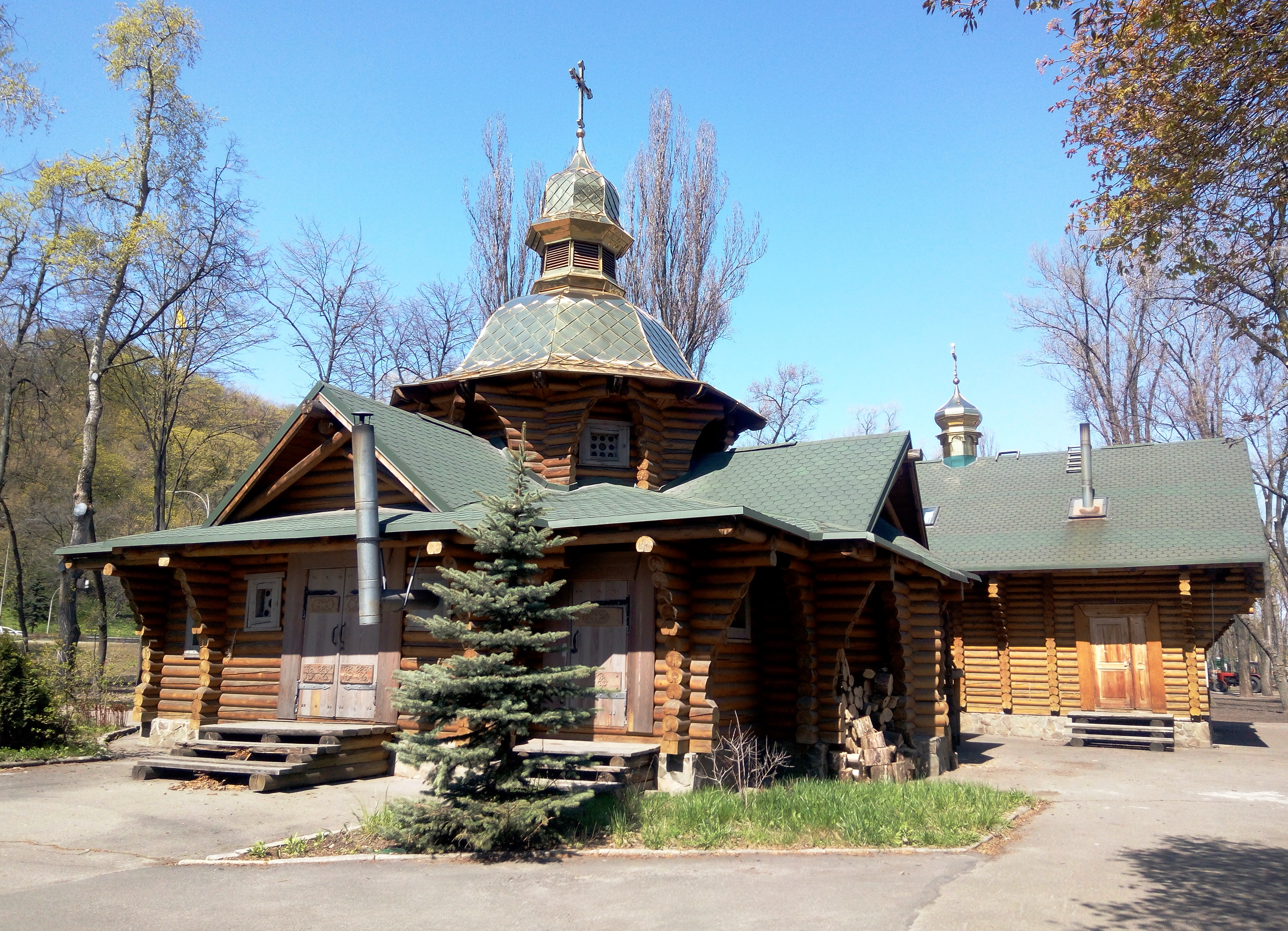
Храм равноапостольного князя Владимира (2010)
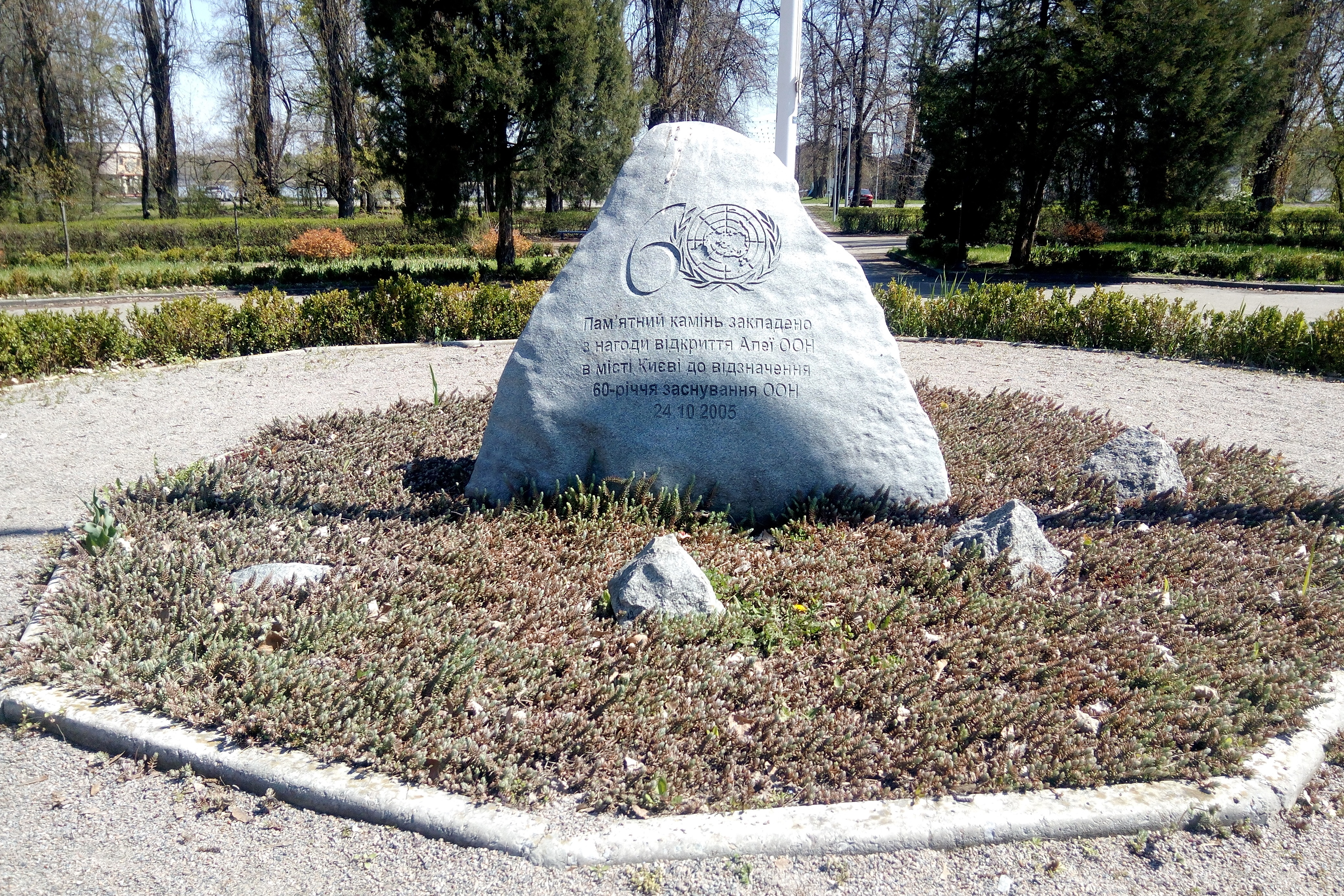
Памятный камень "60-летия ООН"